# Рачак
45°26′ пн. ш. 15°20′ сх. д. / 45.43° пн. ш. 15.33° сх. д.
Рачак (хорв. Račak) — населений пункт у Хорватії, в Карловацькій жупанії у складі громади Нетретич.

## історія
До територіальної реорганізації в Хорватії населенний пункт був частиною міста Дуга Реса.
З 2011 року населений пункт залишився без населення.

## Населення
Населення за даними перепису 2011 року становило 0 осіб.
Динаміка чисельності населення поселення: